# Plavecké predhorie
Plavecké predhorie  je geomorfologická část Pezinských Karpat, podcelku Malých Karpat.  Leží v severozápadní části podcelku, v okolí obce Plavecký Mikuláš. 

## Polohopis
Území se nachází na západním okraji střední části Malých Karpat a zabírá severozápadní část podcelku Pezinské Karpaty. Na severním okraji leží obec Prievaly, jižním směrem lemují západní okraj předhůří i Plavecký Peter, Plavecký Mikuláš a Plavecké Podhradie. Z jihu a jihovýchodu území obepíná Bukovská brázda, geomorfologická část Pezinských Karpat, severovýchodně navazuje podcelek Brezovské Karpaty. Severozápadní a západní okraj vymezuje Podmalokarpatská sníženina, geomorfologický podcelek Borské nížiny. 
Západní část Malých Karpat odvádí vodu do Borské nížiny, která patří do povodí Moravy. Plavecké predhorie odvodňují víceré vodní toky, které ústí do Rudavy. Nejvýznamnější jsou Hrudky, Trstienka, Libuša a Smrekovec. V těsném sousedství je na říčce Hrudky vybudována vodní nádrž Buková. Obcemi na okraji území prochází silnice II / 501 ( Lozorno - Plavecký Mikuláš - Jablonica ). 

## Chráněná území
Téměř celá tato část Malých Karpat je součástí Chráněné krajinné oblasti Malé Karpaty. Vyňata je jen malá část v okolí Plaveckého Mikuláša. Zvláště chráněnými územími jsou národní přírodní rezervace Pohanská, přírodní rezervace Nové pole a Kamenec a přírodní památka Bukovina. 

## Turismus
Turisticky atraktivní je zejména okolí Plaveckého Podhradí s ruinami Plaveckého hradu a několika jeskyněmi. Osídlení v paleolitu bylo prokázáno v jeskyni Deravá skala při Plaveckom Mikuláši. Severním okrajem údolím říčky Chotár vedla v středověku Česká cesta. V sousedství leží vyhledávaná rekreační oblast v okolí vodní nádrže Buková. Síť turistických stezek propojuje tuto část se zbytkem Malých Karpat.

### Značené stezky
- po  modře značené trase:
  - od vodní nádrže Buková do lokality Rozbehy
  - z Plaveckého Mikuláša na rozcestí Červená hora
  - z Plaveckého Podhradia přes Plavecký hrad na rozc. Amonova lúka
- po  zeleně značené trase z Plaveckého Mikuláša údolím říčky Libuša do lokality Mon Repos
- po  žlutě značené trase:
  - z obce Plavecký Peter k vodní nádrži Buková
  - z Plaveckého Mikuláša na rozcestí v sedle Báborská [3]